# FMひゅうが
FMひゅうがは、宮崎県日向市および東臼杵郡門川町の各一部地域を放送区域として超短波放送（FM放送）を行っている株式会社ケーブルメディアワイワイの保有する特定地上基幹放送局の呼出名称である。
ケーブルメディアワイワイはFMひゅうがを愛称としてコミュニティ放送を行っている。

## 概要
2013年（平成25年）開局。宮崎県で4局目のコミュニティ放送局である。
延岡市に本社を置く有線テレビジョン放送事業者であるケーブルメディアワイワイが免許人であり、開局時から旭化成がマスメディア集中排除原則にいう支配関係にある。大手企業が出資し収益基盤も安定しているケーブルテレビ事業者のいわば副業であり、なおかつ放送内容の約8割をミュージックバードに委ねるなどリスクを極限にまで抑え、最小限の経費で運用しているという面がある。
演奏所は日向市原町のケーブルメディアワイワイ日向局局舎にある。送信所は日向市米の山にあり、周波数76.7MHz、空中線電力20Wで送信している。放送エリアは日向市と門川町の各一部で、世帯数は日向市が19,300世帯、門川町が約5,900世帯。
両市町と災害協定を締結しており、両市町内で災害が発生した場合は、優先的に緊急災害情報を放送する。
インターネット配信はFM++による。

## 沿革
- 2013年（平成25年）
  - 7月23日 - ケーブルメディアワイワイが特定地上基幹放送局の予備免許を取得[3]。
  - 11月11日 - ケーブルメディアワイワイが特定地上基幹放送局の免許を取得[4]。
  - 12月1日 - 開局。
  - 12月12日 - ケーブルメディアワイワイが日本コミュニティ放送協会に加盟[5]。
- 2014年（平成26年）7月1日 - FM++による配信開始[6]。

## 番組
日曜深夜を除き24時間放送である一方、自社制作番組は平日の朝夕各2時間と5 - 10分程度のミニ番組のみとなっており、その他の時間帯はミュージックバードをそのまま流すため、全体としてはあまり地元情報が流れない状況となっている。自主放送の割合は約17%と極めて低い。

### 自社制作番組
- モーニング767（月 - 金 8:00 - 10:00）
- Twilight Radio「トワラジ」（月 - 金 17:00 - 19:00）
- 黒木渚のひょっとこどっこい（土 12:00 - 12:10）
- 高校生ラジオ（土 12:30 - 12:55）
- 天気予報
一日6回（5分枠、55分 - 00分）
- 日向市広報番組
平日一日3回（5分ないし6分枠）